# Scuderia Milano
La Scuderia Milano est une ancienne écurie italienne de sport automobile.

## Historique
Créée en 1949 par les frères Ruggeri, la Scuderia Milano engage deux Maserati 4CLT/48 au Grand Prix d'Italie. À cette occasion, ils modifient les deux voitures et les baptisent « Maserati-Milano », afin de toucher l'attractive prime prévue pour les nouveaux modèles. Les modifications portent sur l'empattement (plus court), des freins plus gros et surtout une pression de suralimentation plus élevée, le gain de puissance étant estimé à trente chevaux.
Lors de cette première course, pilotées par Giuseppe Farina et Piero Taruffi, elles se montrent rapides, mais connaissent de nombreux problèmes, Taruffi terminant néanmoins troisième derrière la Ferrari d'Ascari et la Talbot-Lago de Philippe Étancelin.
Pour la saison 1950, l'écurie engage Felice Bonetto, mais la voiture était déjà dépassée face à une concurrence plus étoffée, et le meilleur résultat obtenu est une cinquième place au Grand Prix de Suisse. Un nouveau châssis (Milano 1) est également élaboré, mais ses performances sont très décevantes.
L'activité de l'équipe cesse en cours de saison suivante, les frères Ruggeri ayant tenté (vainement faute de moyens) de construire une monoplace à moteur arrière.

## Résultats en championnat du monde de Formule 1
| Saison | Écurie          | Châssis                                  | Moteur      | Pneus   | Pilotes                              | Grands Prix disputés | Points inscrits | Classement |
| ------ | --------------- | ---------------------------------------- | ----------- | ------- | ------------------------------------ | -------------------- | --------------- | ---------- |
| 1950   | Scuderia Milano | Maserati Milano 4CLT/50                  | Maserati L4 | Pirelli | Felice Bonetto Franco Comotti        | 3                    | 2               | -          |
| 1951   | Scuderia Milano | Maserati Milano 4CLT/50 Maserati 4CLT/48 | Maserati L4 | Pirelli | Onofre Marimón Paco Godia Juan Jover | 2                    | 0               | -          |
| 1953   | Scuderia Milano | Maserati A6GCM                           | Maserati L6 | Pirelli | Chico Landi Prince Bira              | 1                    | 0               | -          |

| Saison | Écurie          | Châssis                                  | Moteur      | Pneumatiques | Pilotes        | Courses | Courses | Courses | Courses | Courses | Courses | Courses | Courses | Courses | Points inscrits | Classement |
| Saison | Écurie          | Châssis                                  | Moteur      | Pneumatiques | Pilotes        | 1       | 2       | 3       | 4       | 5       | 6       | 7       | 8       | 9       | Points inscrits | Classement |
| ------ | --------------- | ---------------------------------------- | ----------- | ------------ | -------------- | ------- | ------- | ------- | ------- | ------- | ------- | ------- | ------- | ------- | --------------- | ---------- |
| 1950   | Scuderia Milano | Maserati Milano 4CLT/50                  | Maserati L6 | Pirelli      |                | GBR     | MON     | 500     | SUI     | BEL     | FRA     | ITA     |         |         | 2               | -          |
| 1950   | Scuderia Milano | Maserati Milano 4CLT/50                  | Maserati L6 | Pirelli      | Felice Bonetto |         |         |         | 5e      |         | Abd     | Np      |         |         | 2               | -          |
| 1950   | Scuderia Milano | Maserati Milano 4CLT/50                  | Maserati L6 | Pirelli      | Franco Comotti |         |         |         |         |         |         | Abd     |         |         | 2               | -          |
| 1951   | Scuderia Milano | Maserati Milano 4CLT/50 Maserati 4CLT/48 | Maserati L6 | Pirelli      |                | SUI     | 500     | BEL     | FRA     | GBR     | ALL     | ITA     | ESP     |         | -               | -          |
| 1951   | Scuderia Milano | Maserati Milano 4CLT/50 Maserati 4CLT/48 | Maserati L6 | Pirelli      | Onofre Marimón |         |         |         | Abd     |         |         |         |         |         | -               | -          |
| 1951   | Scuderia Milano | Maserati Milano 4CLT/50 Maserati 4CLT/48 | Maserati L6 | Pirelli      | Paco Godia     |         |         |         |         |         |         |         | 10e     |         | -               | -          |
| 1951   | Scuderia Milano | Maserati Milano 4CLT/50 Maserati 4CLT/48 | Maserati L6 | Pirelli      | Juan Jover     |         |         |         |         |         |         |         | Np      |         | -               | -          |
| 1953   | Scuderia Milano | Maserati A6GCM                           | Maserati L4 | Pirelli      |                | ARG     | 500     | P-B     | BEL     | FRA     | GBR     | ALL     | SUI     | ITA     | -               | -          |
| 1953   | Scuderia Milano | Maserati A6GCM                           | Maserati L4 | Pirelli      | Chico Landi    |         |         |         |         |         |         |         |         | Abd     | -               | -          |
| 1953   | Scuderia Milano | Maserati A6GCM                           | Maserati L4 | Pirelli      | Prince Bira    |         |         |         |         |         |         |         |         | 11e     | -               | -          |

Légende : ici